# راينر كاسترو
راينر كاسترو (بالإسبانية: Reiner Castro) (1901 في فنزويلا - ) هو لاعب كرة قدم فنزويلي في مركز الهجوم. لعب مع سانتياغو واندررز.

## وصلات خارجية
- راينر كاسترو على موقع قاعدة بيانات كرة القدم.إي يو (الإنجليزية)
- راينر كاسترو على موقع Soccerway.com (الإنجليزية)